# Diplostephium chrysotrichum
Diplostephium chrysotrichum là một loài thực vật có hoa trong họ Cúc. Loài này được S.Díaz & Restrepo mô tả khoa học đầu tiên năm 1994.